# 101 далматинци (сериал)
Вижте пояснителната страница за други значения на 101 далматинци.
„101 далматинци“ (на английски: 101 Dalmatians: The Series) е американски анимационен сериал, създаден от компанията Walt Disney Animation Studios. Той е един от последните анимационни сериали за 1990-те години на Дисни. Базиран е на класическия анимационен филм на Дисни през 1961 г. „Сто и един далматинци“ и неговия римейк от 1996 г.

## Сюжет
Анимацията се върти главно около три палета: Лъки, телевизионен експерт и лидер на триото, кучешки Том Сойър; верен и винаги гладен брат Топчо; и тяхната малка гуру сестра и изтърсак, Малчо. Те са приятели със Спот, пиле, което иска да е далматинче и член на „Лай Бригадата“. Други кутрета далматинци също се появяват в сериала, като Трикрак, Дипстиг, Уизър, Патч; и тяхната сестра Хубавка.
Главните герои в сериите са Лъки, Малчо, Топчо и Спот. Лъки е най-склонен към приключения от 99-те палета. Той е любимецът на Роджър и е уникален с това, че единствените петна, които притежава са във формата на подкова, и са на гърба му. Малчо е дребничка още от раждането си. Тя е най-малката от 99-те кутрета, но напълно възможно и най-интелигентната. Тя е уникална с това, че притежава дълги увиснали уши. Топчо е вечно гладен. Почти всички негови решения са основават на храна и това да я консумира в точен час, а това понякога му създава проблеми както на него, така и на останалите кученца. Той обаче е верен и полезен брат, особено когато се наложи да демонстрира своето силно развито обоняние. А Спот е пиле, което иска да стане далматинец. Тя е гласът на здравия разум за четиримата, но по-често е пренебрегвана от тях за това. Тя обаче е добър танцьор (което има значение според нея, и е някак добра в смятането). А Трикрак представлява нещо като съперник на Лъки, във всяко отношение. Той носи синьозелена лента на главата си.
Главните злодеи в сериите са Круела Де Вил (Злобара Де Мон според БНТ), нейният не по-малко злонамерен пор Скорч, увиващ се около шията ѝ, и нейните помощници Джаспър и Хорас. Злобара е корпоративен престъпник, и повечето от плановете ѝ се състоят в това да трупа богатства и пари, да измъчва далматинците и да открадне Фермата на Душкингови. Известна е с това да носи записващо устройство, на което записва редовната си реплика „Да си напомня“, за разни неща... Хорас и Джаспър обикновено биват наемани от Злобара да изпълняват нейните планове, като обикновено не успяват. Другите персонажи, положителни са Роджър Душкинг, Анита Душкинг, лелята, Понго и Пердита, Виндела Де Вил, и цялата фамилия Де Вил (Де Мон според превода от БНТ).

## „101 далматинци“ в България
В България сериалът е излъчен по Канал 1 в програмата „Уолт Дисни представя“ в края на 1998 г. и началото на 1999 г., всяка неделя от 17:15 ч. следобед и по-късно бива повторен в същата програма.
| Озвучаващи артисти         | Албена Михова (Лъки) Живка Донева (Малчо) Жени Пашова (Топчо) Симона Нанова (Злобара де Мон) Слава Рачева (Лелята) Пламен Манасиев Симеон Владов (Джаспър) Иван Райков (Хорас) Ани Василева (Анита Душкинг) Силви Стоицов (Роджър Душкинг) Тодор Георгиев Цветан Ватев (Понго) Василка Сугарева (Пердита) Илиана Балийска (Спот) Георги Георгиев Красимир Куцупаров |
| Музикален режисьор         | Борис Карадимчев |
| Български текст на песента | Матей Стоянов |
| Песента изпълняват         | Валентин Ганев Димитър Рупчев Иван Райков Цветан Ватев |
| Превод и адаптация         | Милена Минкова-Кекеманова |
| Редактор                   | Веселина Пършорова |
| Организатор                | Станка Сапунова |
| Компютърни надписи         | Соня Пенкова |
| Монтаж                     | Елка Грозева |
| Асистент-режисьор          | Йордан Темелков |
| Директор на продукцията    | Светла Божинова |
| Тонрежисьор                | Христо Йорданов |
| Режисьор на дублажа        | Наталия Пискова |
| Copyright                  | БНТ, 1998 – 2000 г. |